# Stolarstwo

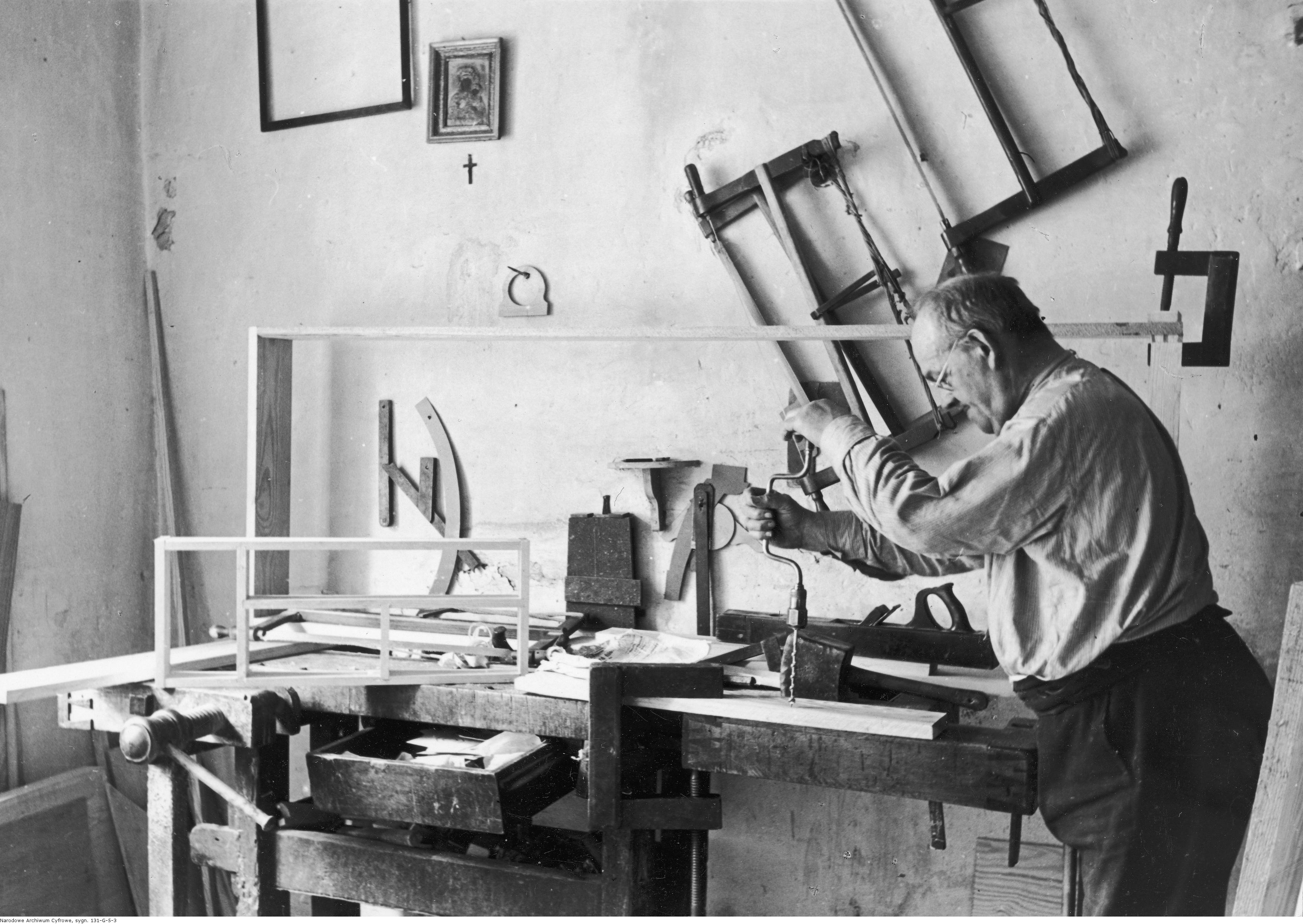
Stolarstwo

Stolarstwo – przemysł i rzemiosło polegające na wytwarzaniu przedmiotów z drewna. Wytwarzanie przedmiotów nie obejmuje prac ciesielskich.